# Riogordo
Riogordo és un municipi d'Andalusia, a la província de Màlaga. Els pics més destacats són les del Tajo de Gomer (1.129 m), la sierrecilla del Rey (972 m), el turó de Sacristía (620 m) i la loma del Terral (573 msnm). Creuen el terme, a més del nucli urbà, el riu de la Cueva i els rierols de la Golilla, Morena i Solanas.